# ビューニンゲン
ビューニンゲン、ブーニンゲン（オランダ語: Beuningen [ˈbøːnɪŋə(n)] ( 音声ファイル)）とは、オランダヘルダーラント州にある基礎自治体（ヘメーンテ）。

## 概要
ナイメーヘンの西に位置するヘメーンテで、ワール川の南岸に位置している。
A73とA50のジャンクシャンが存在している他、再建された風車が存在している。

## 集落

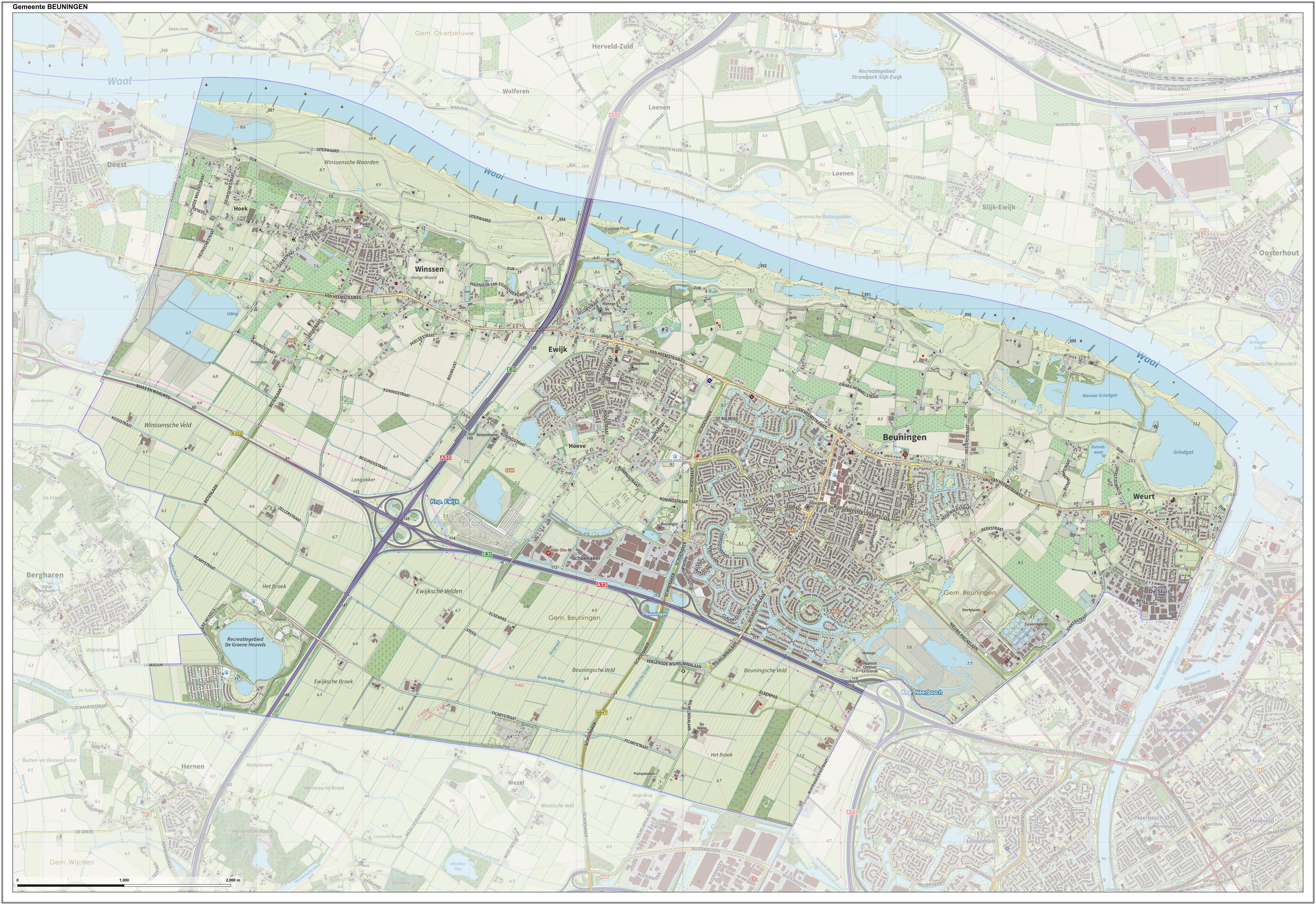
2015年6月のビューニンゲン

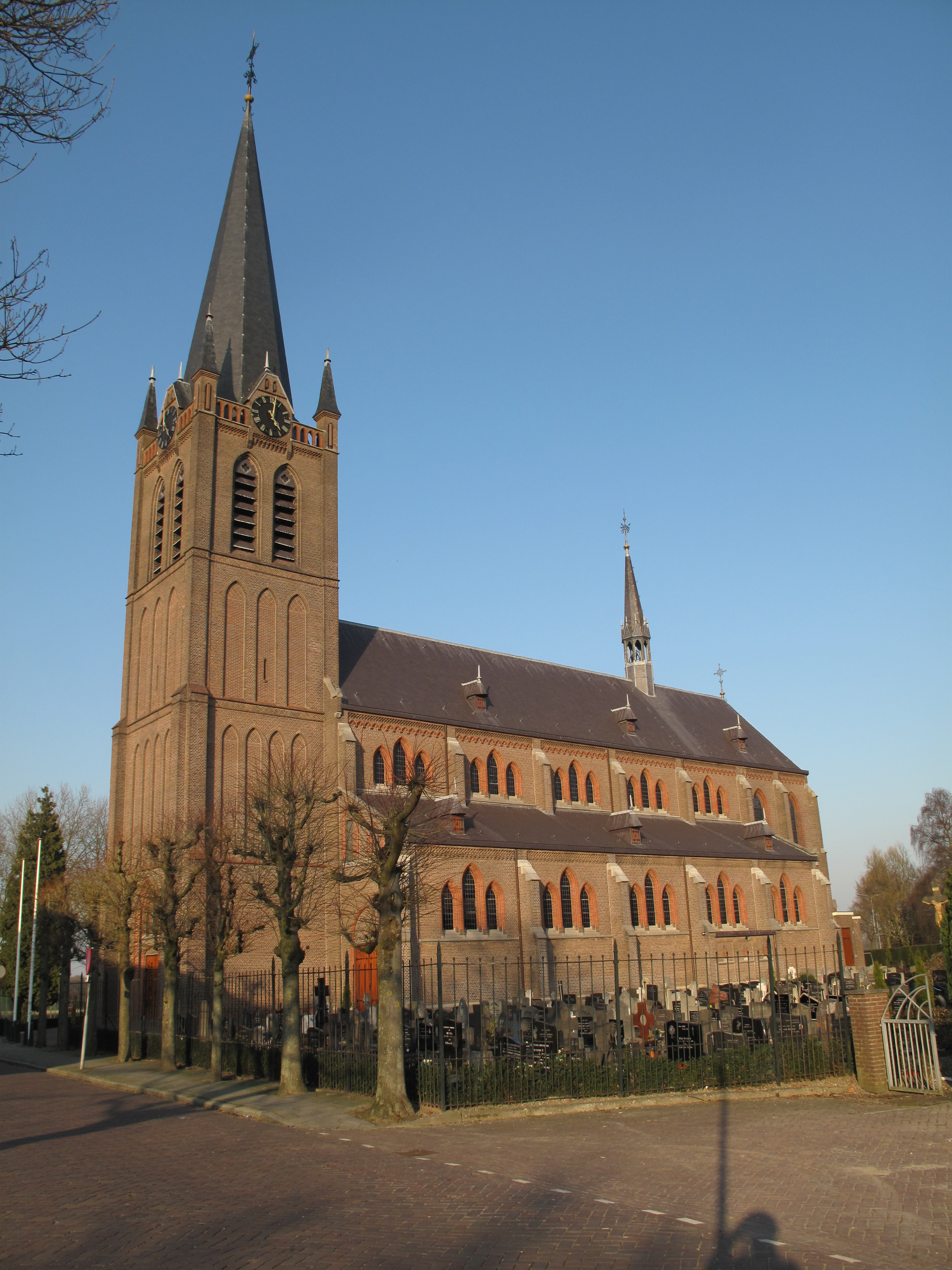
教会

- ビューニンゲン
- エヴァイク
- ウェルト
- ヴィンセン